# Johan Rijnja
Johannes Hendricus Rijnja (Amsterdam, 29 mei 1870 – Amsterdam, 15 februari 1941) was een Nederlands architect.
Hij was zoon van Hendrika Hollmann en timmerman Rein (Liskes) Rijnja. Hijzelf trouwde in 1896 met Jacoba Margaretha Maria Bos (1870-1950).
Zijn archiefkaart van de gemeente Amsterdam vermeldt als beroep (bouwkundig) tekenaar; zijn militaire keuring timmerman.  Ook buiten het bouwen was hij actief, zoals voor de Katholieke Kring verbonden aan de Rita Kerk.
Rijnja ontwierp regelmatig voor Amsterdam-Noord onder andere ook voor de gemeentelijke woonhuisvesting onder Arie Keppler en woningbouwvereniging Dr. Schaepman (woonblok Spreeuwenpark, Nachtegaalstraat, Sperwerlaan en Reigerweg). Hij woonde daarbij jarenlang aan het Spreeuwenpark, dus in een woning die hijzelf ontworpen had in een plan opgesteld samen met Hendrik Petrus Berlage en Jop van Epen.
Rijnja bleef daarbij vrijwel onbekend in tegenstelling tot bijvoorbeeld collegae Gerrit Versteeg en Jordanus Roodenburgh, die veel meer woningen ontwierpen. Toch kreeg hij in 1996 net zoals die collegae een straat naar zich vernoemd.